# 天師宮
天師宮全名財團法人台北市天師宮，為位於台灣台北市延平北路三段99號，為主祀嗣漢張天師之道教廟宇。該建物興建於1924年，今為位於台北大同區之傳統廟宇建築。另外，該廟宇的組織型態為財團法人制，祭典日期則是每年農曆之五月十八。